# Si (專輯)
[síː]為日本歌手堂本剛以個人身分發行的第二張專輯。於2004年8月18日由傑尼斯娛樂發行。

## 解說
堂本剛在2002年進行KinKi Kids相關活動時，發行了首張個人單曲《城市／溺愛論》和專輯《ROSSO E AZZURRO》，兩者皆獲得Oricon當週排行榜第1名。在首次個人活動間隔2年後，此專輯可被稱為再度展開個人活動之代表。本作也和前作單曲『WAVER』同時獲得Oricon排行榜第1名。本專輯中主要作詞、作曲以及製作均由本人完成。
專輯標題的「síː」包括帶有「思考」含意的「See」、意味著海或海潮，波浪的「Sea」、以及『她』或以男性角度所見之戀人的「She」等涵義。標題的「síː」真正的發音並非[síː]，而是[ʃíː]。以上三個關鍵字也被作為本專輯的主要概念起源。
初回版有全56頁的歌詞本，並附有單曲《ORIGINAL COLOR》的音樂錄影帶DVD，以及其攝影、製作的幕後花絮影像。普通版的CD封面不同，並收錄有追加曲和共計有14頁飛簷型歌詞本（ジャバラブックレット）。追加曲『DEVIL』是長達約7分鐘的樂曲，這個差異使得普通版和出回版的收錄時間相差很大。全篇有剛自己演奏電吉他，並參加演奏曲（無聲曲）的製作。封面是以新江之島水族館的水族箱為背景拍攝而成，正好與概念的其中之一：海，以及堂本剛本人喜愛的熱帶魚有所關聯。

## 收錄曲
1. pencil
(作曲:堂本剛)
無聲演奏曲。
2. 戀愛的魔獸之刀（WAVER）
(作詞・作曲:堂本剛)
單曲「WAVER」中的收錄曲。
3. 某個人
(作詞:佐藤アツヒロ＆堂本剛・作曲:堂本剛)
以電吉他為主的樂曲。
4. 皇帶
(作詞・作曲:堂本剛)
是以「龍宮使者」為主題的樂曲。
5. 渡海
(作詞・作曲:堂本剛)
6. 心的百葉窗
(作詞・作曲:堂本剛)
單曲「WAVER」之收錄曲。
7. 夜間兜風
(作詞・作曲:堂本剛)
8. very sleepy!!
(作曲:堂本剛)			 
無聲曲。
9. 轉啊轉
(作詞・作曲:堂本剛)
10. ORIGINAL COLOR -version [sí:]-
(作詞・作曲:堂本剛)
雖為第2個人單曲的主要收錄曲，後奏比單曲版本更為加長。單曲版本雖有做漸隱（フェードアウト）效果，專輯版本則以別種嘗試作結束。
11. Saturday
(作詞・作曲:堂本剛)
使用了吹奏樂器的樂曲。
12. See You In My Dream
(作詞・作曲:堂本剛)
13. PINK
(作詞・作曲:堂本剛)
在音樂節目我們的音樂表演。和次要的旋律相對比較，歌詞顯得較積極。
14. DEVIL　※收錄於普通版
(作詞・作曲:堂本剛)
演奏時間長達7分23秒之作品。另外在個人演唱會的最後也曾演奏此曲。
15. 燉牛肉
(作詞・作曲:堂本剛)
演奏曲調以鋼琴為中心。
16. 50 past 12 (AM)
(作曲:堂本剛)
演奏曲。